# Captodiamo
El Captodiamo (INN), también conocido como captodiamina, es un antihistamínico de primera generación derivado del difenilmetano y vendido bajo los nombres comerciales Covatine, Covatix y Suvren que se emplea como sedante y ansiolítico. La estructura está relacionada con otro antihistamínico, la difenhidramina.
El captodiamo puede ser útil para prevenir el síndrome de abstinencia de las benzodiazepinas en personas que suspenden el tratamiento con el uso de benzodiazepinas después de un largo tiempo.
Además de sus acciones antihistamínicas, se ha descubierto evidencia que la captodiamina actúa como antagonista receptor 5-HT2C así como agonista del receptor σ1 y del receptor D3. En modelos de investigación usando ratas de laboratorio, produce efectos similares a los antidepresivos. Sin embargo, la captodiamina es única entre los fármacos con acciones similares a los antidepresivos porque aumenta los niveles del factor neurotrófico derivado del cerebro (BDNF, por sus siglas en inglés) en el hipotálamo, pero no así en la corteza frontal ni en el hipocampo. Esta acción que es única para el captodiamo, puede estar relacionada con su capacidad para atenuar la anhedonia inducida por el estrés y la señalización del factor liberador de corticotropina (CRF) en el hipotálamo.